# Trichiurus
Trichiurus conocido en Venezuela y Colombia como Tajadí o Tajalí es un género de peces de la familia Trichiuridae, del orden Perciformes. Fue descrito científicamente por Carlos Linneo en 1758.

## Especies
Especies reconocidas del género:
- Trichiurus auriga (Klunzinger, 1884)
- Trichiurus australis (Chakraborty, Burhanuddin & Iwatsuki, 2005)
- Trichiurus brevis (Wang & You, 1992)
- Trichiurus gangeticus (Gupta, 1966)
- Trichiurus japonicus (Temminck & Schlegel, 1844)
- Trichiurus lepturus (Linnaeus, 1758)
- Trichiurus margarites (Li, 1992)
- Trichiurus nanhaiensis (Wang & Xu, 1992)
- Trichiurus nickolensis (Burhanuddin & Iwatsuki, 2003)
- Trichiurus russelli (Dutt & Thankam, 1966)